# Пашутінське училище

Пашутінське училище, початок 20-го століття

Пашутінське училище, також Училище імені О.М. Пашутіна — одне з народних училищ Єлисаветграда (нині Кропивницький), стіни якого вбудовані в приміщення сучасного підприємства «Акустика (Кіровоград)», яке розташоване по вулиці Ельворті, 5. Училище назване на честь Пашутіна Олександра Миколайовича — першого мера Єлисаветграда.

## Історія
Перша згадка про Пашутінське училище датується 16 квітня 1903 року. У цей день Єлисаветградська міська дума затвердила програму відзначення 25-річчя перебування на посаді міського голови Олександра Миколайовича Пашутіна. У документі було зазначено наступне: 

| «Відкрити міське народне училище на Ковалівці та присвоїти йому ім'я О. М. Пашутіна з тим, щоб відкриття послідувало з серпня місяця цього року, для чого необхідний кредит у розмірі 1115 рублів віднести до надкошторисного прибутку міського громадського банку за 1902-й рік і внести його в додатковий кошторис, а на майбутній час суму, необхідну для утримання цього училища в комплекті спочатку на 80 учнів, щорічно вносити до кошторису міських витрат, і тепер же порушити у встановленому порядку належне клопотання про присвоєння знову передбачуваному училищу ім'я О. М. Пашутіна» Оригінальний текст (рос.) «Открыть городское народное училище на Ковалевке с присвоением ему имени А. Н. Пашутина с тем, чтобы открытие могло последовать с августа месяца сего года, для чего необходимый кредит в размере 1115 рублей отнести на сверхсметные прибыли городского общественного банка за 1902 год и внести его в дополнительную смету, а на будущее время сумму, необходимую для содержания этого училища в комплекте первоначально на 80 учащихся, ежегодно вносить в смету городских расходов, и теперь же возбудить в установленном порядке надлежащее ходатайство о присвоении вновь предполагаемому училищу имени А.Н. Пашутина». |
Проект та кошторис будинку склав головний архітектор міста Олександр Петрович Кишкін. Дума затвердила кошторис 12 січня 1904 року на суму 24 800 рублів, з яких 16
тисяч рублів виділив Роберт Ельворті, а решту мали взяти з бюджету міста за 1905 рік. 15 квітня дума затвердила креслення будинку. А 6 червня на місці спорудження приміщення Пашутінського училища, на розі вулиць Кавалерійської та Київської, навпроти будинку Лішиних, відслужили молебень.
Під училище відвели 1478 квадратних саженей (1 сажень — 216 см) землі. Будівля була буквою «г», головні фасади виходили на Київську та Кавалерійську вулиці. Оскільки, як зазначається в одному з документів міської думи, неподалік були залізничний вокзал та завод, а отже по вулицях інтенсивний рух транспорту, приміщення віднесли від проїзної частини дороги на 10 саженів і огородили. 
Добудовувати приміщення у 1905 році довелося новому головному архітектору міста П.В.Барташевичу. Заради здешевлення кошторису, він прибрав з фасаду будинку
маскерони та іншу ліпнину, а також спростив другий поверх. Будівля Пашутінського училища була виконаною у стилі еклектики з елементами
класицизму та бароко. Облицювальну плитку замовляли у Харкові на керамічному заводі Е.Бергенгейма та у Слов'янську на заводі Дзевульського та Лянге.
11 серпня 1905 року контрольна комісія оглянула збудоване училище і визнала будівельні роботи задовільними.
Єлисаветградська газета «Голос Юга» у номері за 10 вересня 1905 року у замітці «Новое училище» повідомляла: 
| «Днями завершено будівництво Пашутінського училища, яке проходило під наглядом члена управи М.С. Макарова. В училище прийнято близько 250 дітей і з 3 вересня почалися заняття. При училищі знаходяться величезний розкішний актовий зал, бібліотека, в якій знаходиться одна шафа з десятком худих книг, та простора рукодільна кімната» Оригінальний текст (рос.) «На днях закончена постройка здания Пашутинского училища, производившаяся под наблюдением члена управы М.С.Макарова. Принято в училище около 250 детей и с 3 сентября начались занятия. При училище имеется громадный роскошный актовый зал, помещение для библиотеки, в которой находится один шкаф с десятком тощих книжонок, и просторная рукодельная комната». |
У радянські часи у будівлі Пашутінського училища була політехнічна середня школа №4. У звіті про її роботу за 1937-38 навчальний рік зазначено, що вона знаходиться по
Кавалерійській вулиці у двоповерховому будинку, який має вісім класних кімнат, канцелярію та клубну кімнату для бібліотеки. У 1962 році школу тимчасово перевели до
машинобудівного технікуму, а будівлю Пашутінського училища передали заводу «Червона зірка». У ньому спершу розмістили інститут сільськогосподарського машинобудування, а потім на його місці побудували інженерний корпус заводу. 
У 1967 році школа переїхала у нове приміщення по проспекту Винниченка.
Нині училище не функціонує. Частина споруди зруйнована, а інша частина входить до складу заводу «Акустика».

## Відомі вихованці училища
- У Пашутінському училищі чотири роки з 1909-го по 1913-й навчався заслужений залізничник СРСР, Герой Соціалістичної Праці Семен Фокович Тютюшкін.
- У школі №4 (в приміщенні Пашутінського училища) навчався видатний учений-географ, міністр освіти УРСР Олександр Мефодійович Маринич[2].